# Microtropesa skusei
Microtropesa skusei är en tvåvingeart som beskrevs av Ernst Evald Bergroth 1894. Microtropesa skusei ingår i släktet Microtropesa och familjen parasitflugor. Inga underarter finns listade i Catalogue of Life.